# Brontofobi

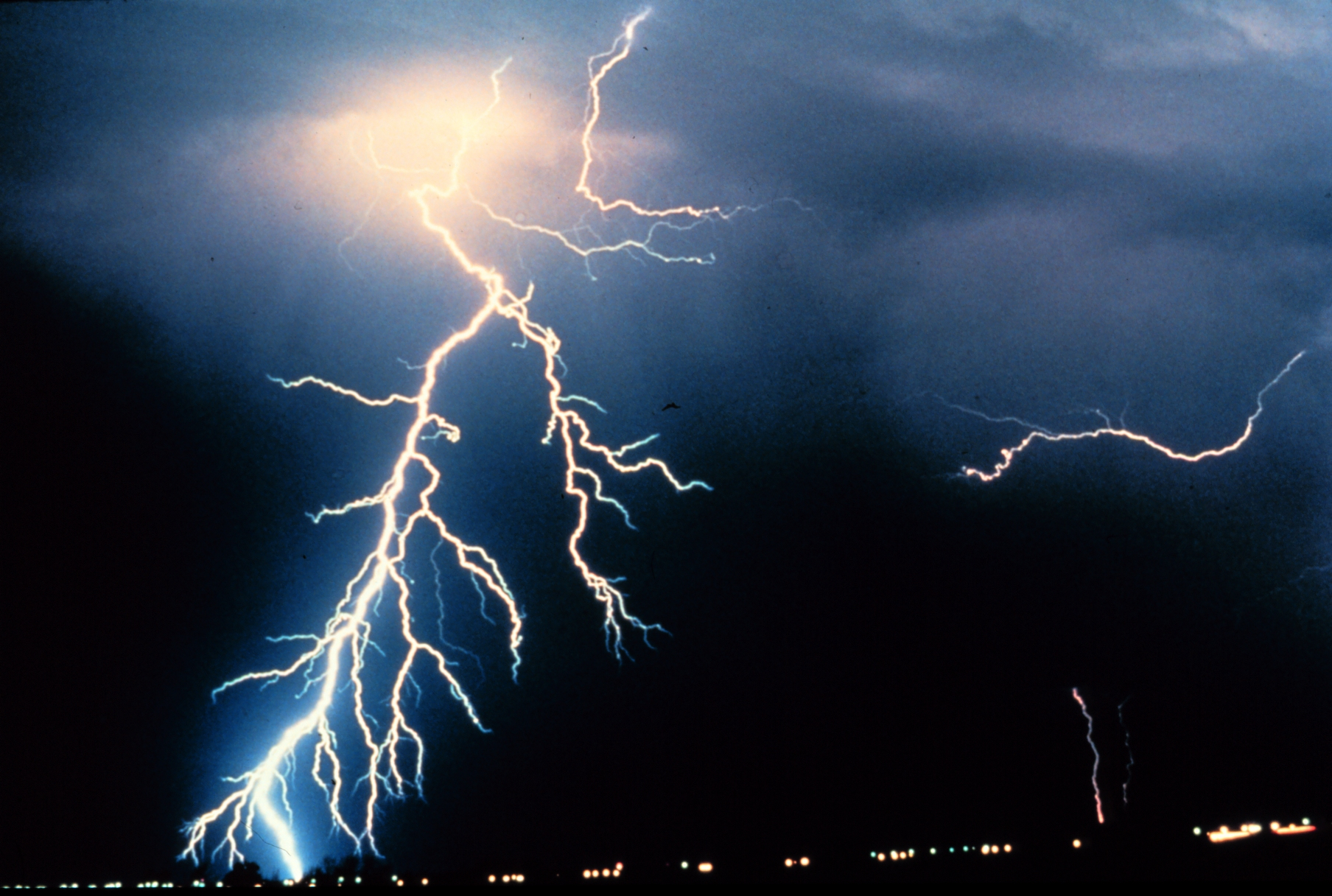
En blixt och åskan som följer med den kan inducera stark rädsla hos någon med brontofobi.

Brontofobi är en överdriven rädsla för blixtar och åska. Fobin benämns ibland även som astrafobi, keraunofobi eller tonitrofobi. Brontofobi är behandlingsbar och kan drabba både människor och andra djur. Vanlig behandlingsmetoder är avsensibilisering och kognitiv beteendeterapi. I mycket extrema fall kan brontofobi leda till agorafobi, rädsla över att lämna hemmet.
Brontofobi är vanligare bland barn.